# كليف برانش
كليف برانش (بالإنجليزية: Cliff Branch)‏ هو لاعب كرة قدم أمريكية أمريكي، ولد في 1 أغسطس 1948 في هيوستن في الولايات المتحدة.

## وصلات خارجية
- كليف برانش على موقع مرجع كرة القدم المحترفة.كوم (الإنجليزية)
- كليف برانش على موقع كلية كرة القدم في سبورتس رفرنس.كوم (الإنجليزية)
- كليف برانش على موقع إن إن دي بي (الإنجليزية)